# Bazalna lamina
Bazalna lamina (lat. lamina basalis) je tanka prožna plast različnih molekul in makromolekul medceličnine (tudi zunajceličnega matriksa), ki se nahaja pod celicami krovnega tkiva (oziroma epiteliji) in v neposredni okolici posamičnih Schwannovih celic, mišičnih celic in celic maščobnih tkiv, pa tudi med dvema slojema celic v ledvičnih glomerulih. Zanjo je značilno, da epitelije in različne skupine celic ločuje od vezivnih tkiv. Nastaja kot neposredna posledica delovanja celic, ki se kasneje nanjo tudi pričvrstijo. Bazalna lamina je eden izmed dveh slojev tako imenovane bazalne membrane, ki jo gradi tudi retikularna lamina. Nekateri strokovnjaki bazalno lamino in bazalno membrano enačijo.

## Vloga
Predstavlja približno od 40 do 120 nanometrov debel sloj, katerega bistvena naloga je omejevanje različnih skupin celic od bližnjega vezivnega tkiva. Med bolj pomembne vloge bazalne lamine spada uravnavana filtracija krvi v glomerulih ledvic, kjer preprečuje vstop makromolekulam v primarni seč in je zato še posebej odebeljena (približno 300 nanometrov). Bazalno lamino v ledvičnih glomerulih tvorijo celice endotelija (epitelija, ki gradi notranjo plast obtočil) in podociti (epitelijske celice, značilne za glomerule).
Opravlja tudi nadzor nad celično rastjo in razmnoževanjem (tudi proliferacijo), regulira procese celične diferenciacije in celičnega metabolizma, vpliva na polarnost posamičnih celic in njihovih delov ter organizira beljakovine sosednjih membran. Ključno naj bi bilo delovanje bazalne lamine v ontogenetskem razvoju osebka, kjer naj bi imela ta plast (predvsem njena sestava in spremembe v zgradbi) vlogo v morfogenezi organov.
Hkrati deluje tudi kot plast, preko katere celice migrirajo, kar je še posebej bistveno pri poškodbah, saj bazalna lamina omogoči hitrejše prehajanje celic po njeni površini. Obenem deluje kot zapora, ki nekaterim celičnim tipom onemogoča gibanje (na primer fibroblastom, celicam vezivnega tkiva, iz veziva v epitelije), četudi nekatere celice posedujejo encime, s katerimi lahko bazalno lamino razgradijo in zatem prodrejo skoznjo. Slednje je značilno za rakave celice, ki si na tak način utirajo pot v okoliška tkiva in se razširjajo. Po drugi strani pa omogoča prehajanje hranil, presnovkov, živčnih končičev in celic imunskega sistema, kot so limfociti ter makrofagi. Ugotovljeno je bilo, da bazalna lamina močno vpliva na obnavljanje sinaps, ker se nahaja med membranama presinaptične ter postsinaptične celice (najpogosteje med mišičnimi in živčnimi celicami).

## Zgradba
Najpogosteje se bazalna lamina nahaja v naslednjih treh oblikah:
- občasno se pojavlja kot plast, ki obkroža celotno celico (denimo mišično celico),[6]
- sestavlja slojevito podlago, ki se nahaja pod celicami epitelija,[6]
- na nekaterih mestih deluje kot pregrada, ki med seboj ločuje dva sloja celica (na primer endotelijske in epitelijske celice, pa tudi dve plasti celic v ledvičnih glomerulih).[6]

Bazalna lamina sestoji iz mnogih različnih molekul variabilnih kemijskih lastnosti, pri čemer imajo večjo prepoznavnost nitasta beljakovina kolagen (predvsem kolagen tipa IV), več glikoproteinov (denimo nidogen oziroma entaktin in laminin) ter proteoglikani (kot je heparin sulfatni proteoglikan perlekan). Omenjene molekule med seboj tvorijo številne povezave, ki predstavljajo osnovno mrežasto strukturo bazalne lamine, na katero se zatem pripenjajo še druge molekule. Na njeno zgradbo močno vplivajo razni proteolitični encimi (na primer metaloproteaze in serinske proteaze), ki katalizirajo razgradnjo njenih posamičnih delov.
Zaradi svoje debeline, ki dosega zgolj od 40 do 120 nanometrov (izjemoma pa tudi 300 nanometrov v ledvičnih glomerulih), je bazalno lamino težko opazovati z navadnimi svetlobnimi mikroskopi. Za njeno preučevanje se navadno uporablja različne tipe elektronskih mikroskopov. Pri opazovanju s tovrstnimi mikroskopi se običajno prepoznava dve ali tri plasti bazalne lamine: lamino lucido, lamino denso in lamino reticularis (retikularno lamino), pri čemer slednjo pogosto obravnavajo ločeno in jo prepoznavajo kot eno izmed dveh slojev bazalne membrane, ki jo gradi tudi bazalna lamina.

## Bazalna lamina in bolezni
Običajno odebelitev bazalne lamine vodi v različne bolezni, ki se lahko pojavljajo v več tkivih (na primer pljučnem epiteliju, žilah, koži in drugih). Bolj poznana je odebelitev bazalne lamine v ledvičnih glomerulih, ki se pojavlja pri nekaterih tipih nefritisa, kot je razmeroma redka bolezen Alportov sindrom, pri katerem težave povzroča fibrilarna beljakovina kolagen tipa IV, ki ni oblikovan v pravilno strukturo. Ta sindrom prepoznamo po okvarah ledvic in progresivni senzorinevralni gluhosti, občasno pa se pojavljajo tudi težave z vidom. V seču obolelih je mogoče najti kri (hematurija) in beljakovine (proteinurija), sčasoma se pojavi tudi vnetni odziv v glomerulih. Alportov sindrom se deduje vezano na X-kromosom ali avtosome in v večji meri prizadeva moške.
Podoben pojav, na katerega prav tako vpliva povečana bazalna lamina ledvičnih glomerulov, je bolezensko stanje diabetes mellitus (bolje poznano pod imenom sladkorna bolezen), za katerega je značilna predvsem hiperglikemija (zvišana raven sladkorja v krvi). Na celotno bazalno membrano (sestavljeno iz bazalne lamine in retikularne lamine) ima velik vpliv Goodpasturov sindrom, pri katerem se pojavljajo težave s pljuči, hiter glomerulonefritis (vnetje glomerulov) in hemoptize (izkašljevanje krvi iz dihal). Človeški organizem ustvarja protitelesa proti bazalnim membranam v ledvičnih glomerulih in pljučnih mešičkih.
Med obolenja, povezana z bazalno lamino, spada tudi bolezensko stanje, kjer je okvarjena beljakovina distrofin (glikoprotein, ki se nahaja v celični membrani mišičnih celic in se veže na laminin bazalne lamine), kar vodi v zmanjševanje stične površine med mišičnimi celicami in bazalno lamino ter se navzven kaže kot postopna degeneracija mišic ter njihova šibkost.